# Золотистая иглистая мышь
Золотистая иглистая мышь (Acomys russatus) — вид грызунов семейства мышиных.
Населяет Египет восточнее реки Нил, южную и восточную части Синайского полуострова, Иорданию и Израиль, Саудовскую Аравию и север Йемена, Оман.
Половой диморфизм отсутствует. В среднем длина тела 11 см, длина хвоста 7,5 см, длина задней ступни 20 мм, длина ушей 20 мм, вес 37—75 грамм.
Своё название вид получил за красновато-оранжевый колючий мех, который покрывает всё тело от головы до хвоста. Мех защищает животное от хищников, маскируя его среди песчаных гор. Боковые стороны и нижняя часть тела беловатого цвета, лапы серые с чёрной подошвой. Под глазами содержатся вкрапления белого цвета. Живёт в норах в пустыне. Животное всеядное, питается семенами, пустынными растениями, улитками и насекомыми. Необходимую воду получает из растений. Моча у животного очень концентрированная и содержит мало воды, что даёт ему возможность сохранять воду в теле. Ведёт в основном ночной образ жизни, днём выходит очень редко.
Беременность длится, как правило, 4—5 недель. В помёте обычно от 1 до 5 детёнышей. При рождении детёныши хорошо развиты, весом до 7 г, могут видеть при рождении или в течение нескольких дней после рождения, после 2—3 месяцев потомство достигает половой зрелости. Представители рода Acomys живут в среднем 3 года, но некоторые экземпляры живут до 5 лет. Воспроизведение происходит круглогодично при благоприятных условиях.
Кариотип 2n = 66, FN = 76, чем существенно отличается от Acomys percivali с 2n = 36, FN = 68.